# Slag bij de Rode Muur
De Slag bij de Rode Muur (Chinees: 赤壁之戰 / 赤壁之战, Hanyu pinyin: Chìbì zhī Zhàn) was een marineslag op de Yangtze rivier in China in het jaar 208. De slag werd gevoerd tussen de bondgenoten Sun Quan en Liu Bei en hun vijand Cao Cao.

## Oorzaak

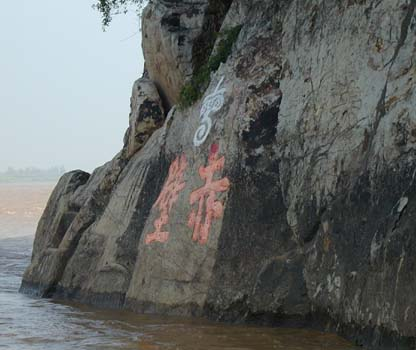
De gedenkplaats van de slag

Cao Cao, Sun Quan en anderen waren hun eigen staten aan het opbouwen sinds de chaos begon die China kende vanaf 190, toen Keizer Xian werd ontvoerd en het centraal gezag in het rijk wegviel. De keizer was alweer terug, maar in gevangenschap van Cao Cao. Die wilde een nieuw rijk stichten en had in 206 heel noordelijk China al veroverd.
In 207 besloot hij met Liu Bei af te rekenen, die een bedreiging was voor zijn macht, omdat die de Han-dynastie wilde herstellen. Na een mislukte achtervolging sloot Liu Bei een verbond met Sun Quan, die in het zuiden zijn rijk Wu aan het opbouwen was. Cao Cao bouwde daarom een grote vloot en verzamelde een enorm leger, zodat hij heel zuidelijk China in één keer zou kunnen veroveren.

## Overgeven of vechten?
De bondgenoten waren verdeeld in twee kampen: zij die wilden vechten tegen Cao Cao's overmacht, en zij die zich liever overgaven zonder bloedvergieten. Zhuge Liang, Liu Bei's adviseur, wilde dat men ten strijde zou trekken, en discussieerde heftig met Sun Quan's adviseurs, waaronder Zhou Yu. Uiteindelijk verzon Zhuge een list: hij loog dat Cao Cao op Zhou Yu's vrouw (Xiao Qiao) en haar zuster (Da Qiao) aasde. In woede ontvlamd smeekte Zhou Yu bij zijn meester Sun Quan om te vechten en Cao Cao's vermeende wrede plannen tegen te houden. Uiteindelijk stemde hij in en werd de slag voorbereid.

## De strategie
Zhou Yu en Zhuge Liang, die later aartsvijanden zouden worden, kwamen op dezelfde tactiek: vuur. Daarmee zou de vloot van de vijand vernietigd kunnen worden. Er moest enkel gewacht worden op het juiste moment, want de wind moest van het zuidoosten komen, anders zouden de aanvallen hun eigen schepen treffen. 
Via andere listen wisten zij te bewerkstelligen dat de kapiteins van Cao Cao verdacht werden van verraad en daarom onthoofd. Een andere strateeg, Pang Tong, slaagde erin Cao Cao wijs te maken dat hij zijn schepen met kettingen met elkaar moest verbinden, zodat zijn soldaten niet zeeziek zouden worden. De sleutel tot succes was de Wu-generaal Huang Gai. Hij zou valse desertie plegen, zodat hij met zijn schepen bij die van de vijand kon komen.

## De Slag bij de Rode Muur

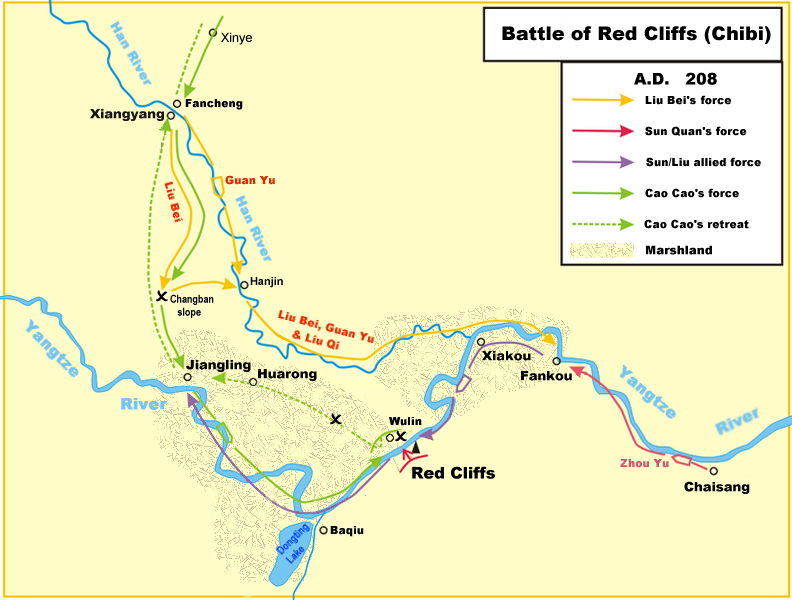
Reconstructie van de slag

Cao Cao viel volledig in de val; toen hij met zijn aan elkaar geketende schepen de Yangtze opvoer, had hij geen enkele twijfel; spoedig zou hij keizer van China worden. Zoals afgesproken kwam de deserteur Huang Gai hem tegemoet, maar toen hij doorhad dat de schepen te diep lagen en te snel zeilden, was het al te laat: de schepen voeren recht in op de noordelijke vloot en vuur verspreidde zich over alle schepen, terwijl vele soldaten het water insprongen of werden geduwd, waarvan velen verdronken.
Cao Cao werd gered door zijn generaal Zhang Liao, maar moest vluchten voor zijn leven om helemaal veilig te zijn. Na een lange achtervolging door de bondgenoten geraakte hij weer in de hoofdstad Luoyang.
Door deze nederlaag mislukte een snelle verovering van het zuiden en verloor Cao Cao de provincie Jing. Voor de bondgenoten was het een grote zege, waar Liu Bei gebruik van maakte door Jing in te nemen, zodat de driedeling van het Han-rijk in de Drie Koninkrijken nu werkelijkheid werd.